# الجونه

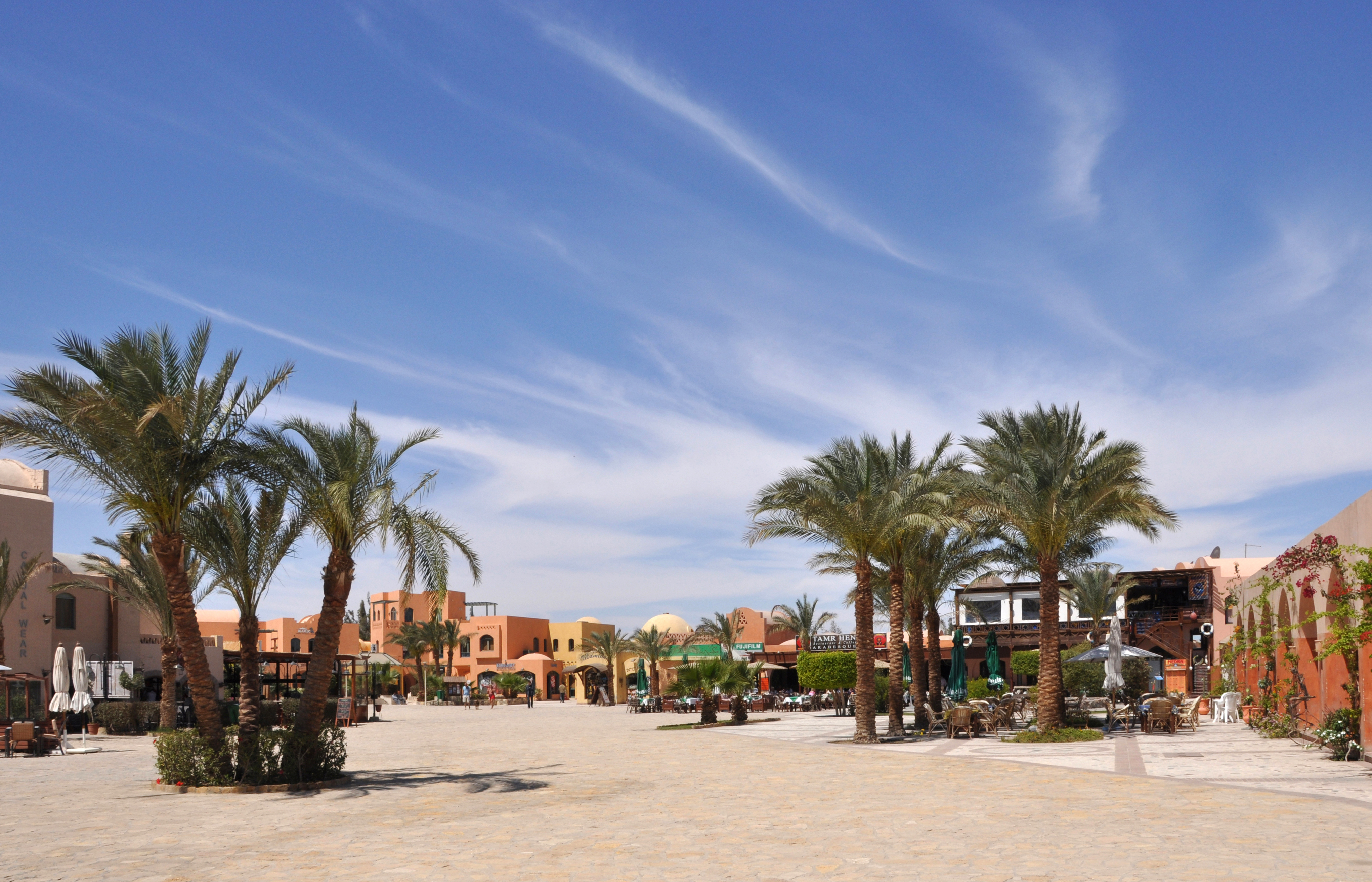
میدان تمر حنه در الجونه.

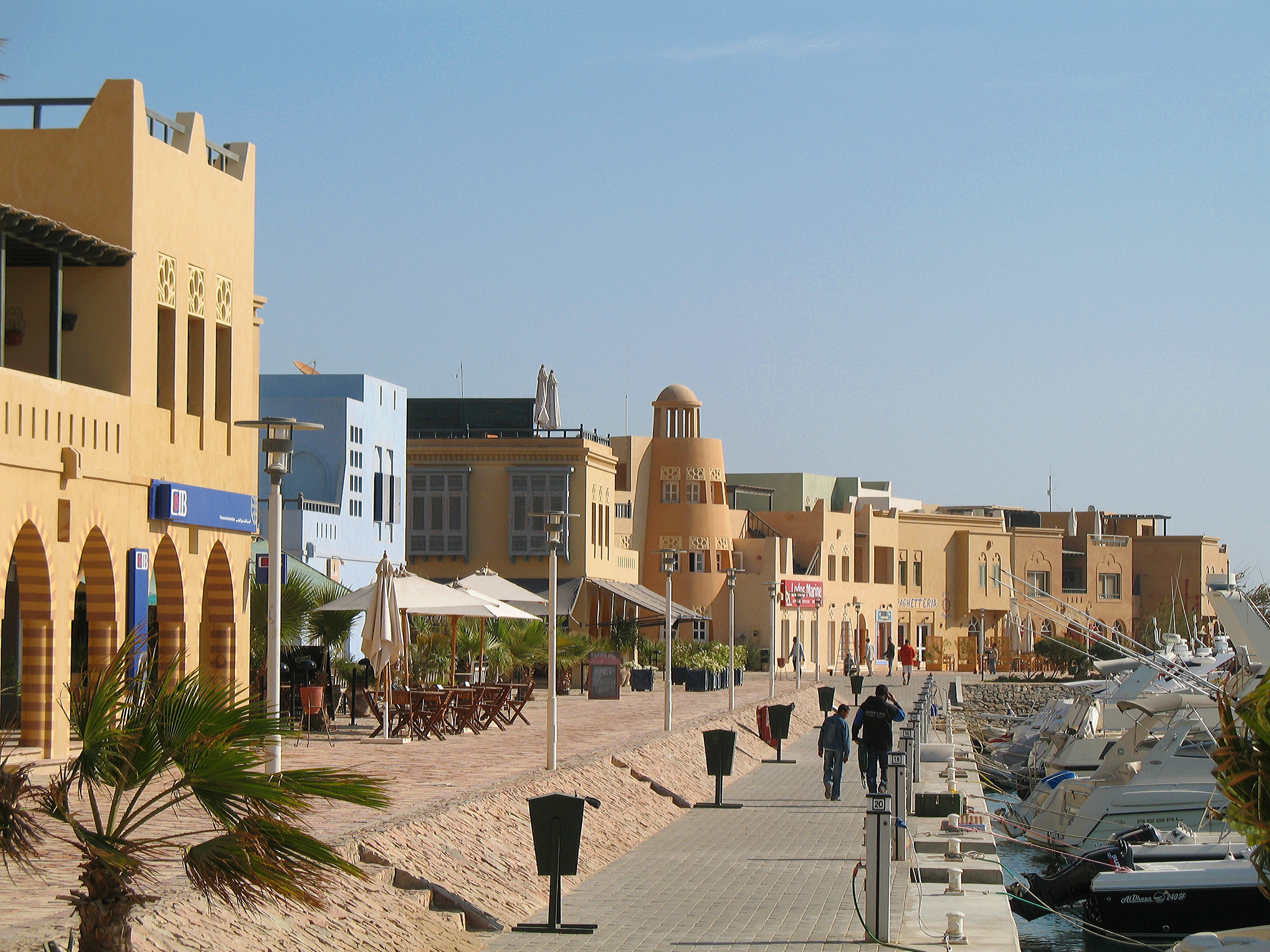
بلوار ساحلی ابوتیج.

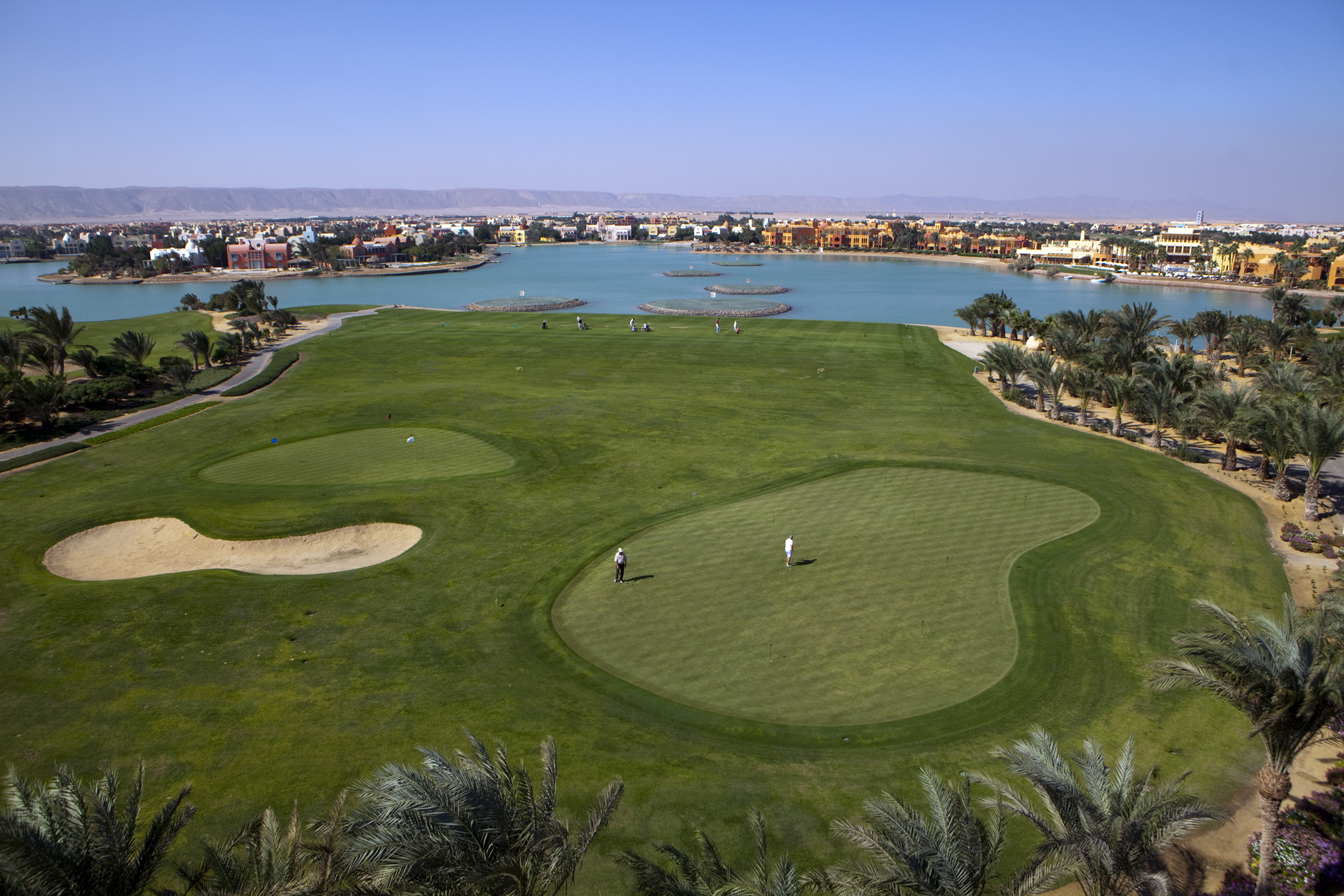

الجونه (عربی: الجونة به معنی تالاب) یک استراحتگاه گردشگری در مصر است. این شهرک گردشگری در استان بحرالاحمر مصر، در کناره دریای سرخ و در ۲۰ کیلومتری شمال شهر غردقه واقع شده‌است. الجونه از فرودگاه بین‌المللی غردقه ۲۲ کیلومتر و از قاهره ۴۷۰ کیلومتر فاصله دارد. الجونه دارای فرودگاه اختصاصی خود است.
این استراحتگاه متعلق به سمیح ساویرس، میلیونر مصری-مونته‌نگرویی است و ایجاد آن به سال ۱۹۹۰ برمی‌گردد، زمانی که شرکت هتل‌سازی و توسعه اوراسکام آن را به عنوان یکی از پروژه‌های گردشگری خود توسعه داد.
الجونه ۱۰ کیلومتر خط ساحلی دارد و از ۲۰ جزیره تشکیل شده‌است که توسط شمار زیادی تالاب احاطه شده‌اند.
بناهای الجونه توسط شماری از معماران تأثیرگذار اروپایی و آمریکایی طراحی شده‌اند تا شبیه معماری سنتی روستایی مصر مانند آنچه در دهات مصر و روستاهای نوبیه یافت می‌شود، باشند.

## امکانات
الجونه دارای امکاناتی برای ورزش‌های آبی، از جمله غواصی، غواصی سطحی، بادسواری، پاراسیلینگ و اسکی روی آب است.
الجونه میزبان مسابقات بین‌المللی گلف بود که توسط فرد کوپلز برگزار شده بود. در الجونه یک بیمارستان کاملاً مجهز و همچنین مدرسه EGIS و دانشگاه فنی برلین، یک فرودگاه کوچک برای استراحتگاه، جت‌های شخصی و هواپیماهای چارتر وجود دارد.
الجونه همچنین دارای یک موزه کوچک با حدود ۹۰ نمایشگاه است که در سال ۱۹۹۰ افتتاح شد. این نمایشگاه همچنین حاوی نمایشگاهی است که آثار هنرمند معاصر مصر، حسین بیکار را نشان می‌دهد.
الجونه یک کتابخانه دیجیتالی پیشرفته دارد که سوزان مبارک، همسر رئیس‌جمهور پیشین مصر، در ۵ ماه مه ۲۰۰۸ میلادی آن را افتتاح کرد. این کتابخانه عمدتاً به کتابخانه اسکندریه و بایگانی‌ها، کتاب‌ها، اسناد و داده‌های موجود در آن پیوند دارد.